# Serra del Soler del Coll
La Serra del Soler del Coll és una serra del terme municipal de Sant Martí de Centelles, de la comarca d'Osona, dins de l'àmbit del poble rural de Sant Miquel Sesperxes.
Està situada al sud del terme, al nord-est del Serrat de les Roquetes, a prop i al sud-oest de Sant Miquel Sesperxes, i al nord de la masia del Soler del Coll. El seu extrem nord-oriental és el mateix pla on es troba l'església d'aquell antic poble.